# Sukhoi Su-30MKI
El Sukhoi Su-30MKI (hindi: सुखोई ३० एमकेआई, designación OTAN: Flanker-H) es un caza polivalente desarrollado conjuntamente por la compañía rusa Sukhoi Corporation y la india Hindustan Aeronautics Limited (HAL) para la Fuerza Aérea India (IAF) como una variante del cazabombardero ruso Sukhoi Su-30. Se trata de un caza de superioridad aérea pesado, de largo alcance y capacidad todo tiempo que también puede actuar como cazabombardero.
El desarrollo de la variante comenzó después de que la India firmara un acuerdo con Rusia en el año 2000 para la fabricación de 140 aviones Su-30. La primera versión Su-30MKI de fabricación rusa fue aceptada por la Fuerza Aérea India en 2002, mientras que el primer ejemplar Su-30MKI ensamblado en la India entró en servicio en 2004. En 2007 la IAF encargó 40 MKI adicionales. A fecha de julio de 2010, la IAF disponía de 124 MKI en servicio activo con planes de alcanzar una flota operacional de 280 MKI en el año 2015. Se espera que el Su-30MKI forme la columna vertebral de la flota de cazas de la Fuerza Aérea India hasta 2020 y años posteriores.
El avión está hecho a medida de las especificaciones de la India e integra aviónica y sistemas indios, así como subsistemas de origen francés e israelí. Dispone de capacidades similares al Sukhoi Su-30SM, variante con la que comparte muchas características y componentes.

## Diseño
Es un avión caza supersónico de largo alcance, pesado, bimotor de doble deriva (estabilizador vertical), basado en el afamado caza de superioridad aérea Su-27, modernizado a un avión Polivalente de diseño Multipropósito (puede atacar y defender) para misiones de ataque todo tiempo, está equipado con una nueva cabina de control de avanzada tecnología, tiene más capacidad para transportar armas y combustible, que el anterior diseño Su-30.
La principal diferencia en el diseño con los modelos anteriores es que se instalaron unas aletas delanteras canard, que mejoran su maniobrabilidad a baja altitud y velocidad, aunque tienen mayor resistencia del aire y limitan la capacidad para llevar más carga de armamento pesado y combustible, mejoran su capacidad de combate contra otros aviones enemigos en combate cercano o dogfight, según las necesidades de defensa y la conformación del "Ala de combate", acompañando a otros tipos de aviones en la misión de combate para obtener mayor maniobrabilidad y capacidad de sustentación a baja altitud y velocidad, vuelos rasantes a nivel del mar y misiones de penetración profunda, dentro de territorio enemigo.

## Especificaciones (Su-30MKI)
Referencia datos: Páginas web de KNAAPO y Sukhoi

### Características generales
- Tripulación: 2 (piloto y navegante)
- Longitud: 21,935 m
- Envergadura: 14,7 m
- Altura: 6,36 m
- Superficie alar: 62 m²
- Peso vacío: 18.400 kg
- Peso cargado: 24.900 kg
- Peso máximo al despegue: 38.800 kg
- Planta motriz: 2× Turbofán con empuje vectorial Lyulka AL-31FP.  
  - Empuje con postquemador: 131 kN (27.557 lbf) de empuje cada uno.

### Rendimiento
- Velocidad máxima operativa (Vno): 2901.78 km/h (Mach 2,35)
- Alcance: 3.000 km a gran altitud, 1.270 km a baja altitud (sin tanques de combustible externos)
- Techo de vuelo: 17.300 m
- Régimen de ascenso: 230 m/s
- Carga alar: 401 kg/m²
- Empuje/peso: 1,0

### Armamento
- Cañones: 1× Gryazev-Shipunov GSh-301 de calibre 30 mm, con 150 proyectiles
- Puntos de anclaje: 12 puntos en total (2× raíles de punta alar, 6× pilones subalares, 2× pilones bajo las góndolas de los motores, y 2× pilones en tándem entre los motores) con una capacidad de 8.000 kg, para cargar una combinación de:  
  - Bombas: 

    - Guiadas por láser
      - 8× KAB-500L
      - 3× KAB-1500L

    - De caída libre
      - 8× FAB-500T
      - 28× OFAB-250-270
      - 32× OFAB-100-120

    - De racimo
    - 8× RBK-500

  - Cohetes: 

    - 4× Contenedores S-8 de 80 cohetes
    - 4× Contenedores S-13 de 20 cohetes

  - Misiles: 

    - Misiles aire-aire
      - 10× R-77 (AA-12) o Astra, medio alcance guiado por radar activo
      - 6× R-27P (AA-10C), largo alcance guiado por radar semiactivo
      - 6× R-27P (AA-10D), largo alcance guiado por infrarrojos
      - 2× R-27R (AA-10A), medio alcance guiado por radar semiactivo
      - 2× R-27T (AA-10B, medio alcance guiado por infrarrojos
      - 6× R-73 (AA-11), corto alcance
      - 3× Novator KS-172 "anti-AWACS"

    - Misiles aire-superficie
      - 3× Kh-59ME, misil de  lanzamiento a distancia guiado por TV
      - 3× Kh-59MK, misil antibuque guiado por radar activo
      - 4× Kh-35, misil antibuque
      - 1× PJ-10 Brahmos, misil de crucero
      - 6× Kh-31P/A, misil antirradiación
      - 6× Kh-29T/L, guiado por láser

### Desarrollos relacionados
- Sukhoi Su-27
- Sukhoi Su-30
- Sukhoi Su-33
- Sukhoi Su-34
- Sukhoi Su-35
- Sukhoi Su-37

### Aeronaves similares
- Boeing F-15
- Shenyang J-11
- Shenyang J-15